# Theta Coronae Australis
Theta Coronae Australis (θ Coronae Australis, förkortat  Theta CrA, θ CrA) som är stjärnans Bayerbeteckning, är en ensam stjärna, även benämnd HR 6951 och HD 170845, belägen i den mellersta delen av stjärnbilden Södra kronan. Den har en skenbar magnitud på 4,64 och är synlig för blotta ögat där ljusföroreningar ej förekommer. Baserat på parallaxmätning inom Hipparcosuppdraget på ca 5,9 mas, beräknas den befinna sig på ett avstånd på ca 560 ljusår (ca 171 parsek) från solen. 

## Egenskaper
Theta Coronae Australis är en gul till orange jättestjärna av spektralklass G5 III. Den har en radie som är ca 11 gånger större än solens och utsänder från dess fotosfär ca 500 gånger mera energi än solen vid en effektiv temperatur av ca 4 800 K. 
Theta Coronae Australis har en ovanligt snabb rotation för en utvecklad stjärna av denna typ, med en projicerad rotationshastighet av 11,8 km/s. En möjlig förklaring är att den kan ha uppslukat en närliggande het jätteplanet av Jupiters storlek.